# Leipsic (Delaware)
Leipsic város az USA Delaware államában Kent megyében. Lakosainak száma 178 fő (2020. április 1.).

## Népesség
A település népességének változása:

| 2010 | 183 |
| 2020 | 178 |